# Akwidaa
 (avril 2010).
Si vous disposez d'ouvrages ou d'articles de référence ou si vous connaissez des sites web de qualité traitant du thème abordé ici, merci de compléter l'article en donnant les références utiles à sa vérifiabilité et en les liant à la section « Notes et références ».
Akwidaa (également orthographié Akoda, Accoda, Akweda ou encore Ezile en langue ahanta) est un village de pêcheurs dans la Région Occidentale du Ghana, au sud-ouest du pays.

## Situation
Akwidaa est une des localités situées les plus au sud du Ghana, 6 km avant Cap Three Points et son phare.
Le village est traversé par une rivière, l'Ezile, appelée autrefois Seunie (ou Sweni). Il existe donc deux Akwidaa : Old Town et New Town. La partie ancienne est située sur une langue de terre entre la rivière et la mer. Le nouveau village est situé sur une petite colline en aplomb de la rivière. 

## Économie et activités

### L'économie traditionnelle
L'économie villageoise est basée principalement sur la pêche et l'agriculture vivrière : bananes plantains, manioc essentiellement ainsi que la production d'huile de palme.
Autrefois les habitants de ce village très ancien étaient aussi saliniers et chercheurs d'or.

### Le potentiel touristique
Le renouveau économique actuel est dû au développement de l'industrie touristique. Plusieurs éco-lodges adhérant aux principes du tourisme responsable se situant sur le territoire de la localité (Green Turtle Lodge, Ezile Bay Village, tous deux situés dans une palmeraie en activité).
Il est possible de faire des tours en canoë sur l'Ezile, qui abrite une faune et une flore riches (palétuviers, crabes, etc.) La plage de la baie d'Ezile rend les baignades possibles et celle voisine de Katakor offre des possibilités de surf, pour des surfeurs de niveaux intermédiaires et confirmés ; à 6 km, le spot de Cap Three Points est réservé aux surfeurs confirmés.

## Histoire
Akwidaa a fréquemment changé de nom au cours de son histoire, pour s'appeler Accoka, Akoda, Esile, Akweda ou encore Siree (en langue Wassa).
Les origines du village remontent à la création de la Côte de l'Or prussienne par la marche électorale de Brandebourg. Le fort Dorothea est construit sur l'actuel site du village, non loin d'un autre fort à Takramo, sur une des pointes de Cap Three Points. Ces deux derniers forts étaient destinés au commerce de l'or et du bois essentiellement. Il existe encore des vestiges de fort Dorothea : sur la presqu'île, après Akwidaa Old Town, subsistent des pans de murs de la bâtisse, complètement ensevelis dans la végétation tropicale luxuriante. Certains de ces murs tiennent grâce aux racines d'arbre qui les enserrent.
Au XIXe siècle, le village fut détruit par les néerlandais par mesure de rétorsion. 
En 1924, l'usage de la langue Nzima était courante au village, qui faisait alors partie du district d'Axim.

## Classification des forts au Ghana
Parmi les forts construits au Ghana entre le XVe et XVIIIe siècles, trois types peuvent être identifiés : les lodges, les forts et les châteaux, qui se différencient par leur taille, leur capacité et leur fonction (commerciale, militaire et administrative).
- Les lodges. Ils sont décrits comme des forts miniatures et plutôt à fonction commerciale. Ils sont généralement construits en terre et pierres locales. Il s'agit surtout d'une structure temporaire pendant la construction de bâtiments définitifs tels que les forts.

- Les forts. Ce sont des constructions permanentes, en briques ou en pierres (quelquefois importées comme dans le cas de Fredrichsburg). Ils sont à visée commerciale et défensive. Dans cette catégorie peuvent être rangés la plupart des forts de la côte du Golfe de Guinée, tout du moins dans la partie ghanéenne.

- Les châteaux. Cette catégorie correspond à Sâo Jorge da Mina (Elmina), Carolusburg (Cape Coast) et Christanborg (Accra) qui est aujourd'hui le siège de la présidence. Le château est plus grand que le fort, avec une capacité d'accueil plus importante et une sécurité accrue (au moins 100 canons).